# Vicente Fox
Vicente Fox Quesada (2. srpnja 1942.), meksički političar i državnik, 55. predsjednik Meksika od neovisnosti i prvi iz stranke (PAN).

## Životopis
Vicente Fox rođen je u državi Guanajuato, od oca Amerikanca i majke Baskijke. Djed s očeve strane bio je Nijemac, a originalno prezime mu je bilo Fuchs. Njegov djed je uselio u Meksiko 1898. godine, a 1915. godine kupio je ranč u državi Guanajuato, gdje obitelj Fox od tada živi.
Vicente je studirao biznis na fakultetu u Mexico Cityu, a diplomirao je i s poslovne škole na Harvardu.
Radio je za Coca-Colu, isprva kao nadglednik ruta i vozač dostavnog kamiona, ali se brzo uspeo na položaj predsjednika meksičke podružnice Coca-Cole i povećao prodaju za skoro 50 %. Tamo je našao i prvu suprugu, Lilian, s kojom je bio u braku 20 godina, i ima četvero djece. Nakon odlaska iz Coca- Cole, politika postaje njegov idući prostor.
Pridružio se stranci (PAN)1. ožujka 1988. godine. Natjecao se za Komoru zastupnika i pobijedio predstavljajući III. federalni distrikt u Guanajuatu. Nakon završetka te dužnosti, 1991. želi se natjecati za guvernera svoje države, ali u utrci gubi to mjesto od kandidata stranke PRI. Međutim, lokalno nezadovoljstvo je bilo toliko da je bilo potrebno postaviti člana stranke PAN, kao privremenog guvernera.Četiri godine poslije, Vicente postaje guverner i ostaje do izbora za predjednika. Nakon njegovog odlaska, državom Guanajuato i dalje je nastavio vladati PAN.
Njegovi protivnici na izborima 2000. godine bili su Franciso Labastiza iz PRI-a i Cuathemoc Cardenas, osnivač stranke PRD i sin bivšeg predsjednika Lazara Cardenasa.Pobijedio je s 43% glasova, a njegov rezultat priznali su tadašnji predsjednik Ernesto Zedillo, i njegovi protivnici. 
Tijekom mandata oženio se drugi put. Vicente je visok 195 centimetara, i jedan je od najviših predsjednika u meksičkoj povijesti. Odijela je nosio samo u službenim prigodama, inače je nosio traperice i kaubojske čizme.
Tijekom predsjedništva imao je nekoliko gafova, npr. uvrijedio je američke Crnce, na što su oštro reagirali Al Sharpton i Jesse Jackson. Mario Vargas Llosa po njemu je Kolumbijac, a ne Peruanac, i dobio je Nobelovu nagradu za književnost.
Fox je ostao aktivan u politici i nakon silaska s vlasti, a u državi Veracruz podignut mu je spomenik.